# Estación Ferreyra
Ferreyra es una estación de ferrocarril ubicada en el barrio homónimo de la ciudad de Córdoba, provincia de Córdoba, Argentina.

## Servicios
La estación corresponde al Ferrocarril General Bartolomé Mitre de la red ferroviaria argentina.
Se encuentra actualmente sin operaciones, sin embargo por sus vías transita el servicio Retiro-Córdoba de la empresa estatal Trenes Argentinos Operadora Ferroviaria, aunque no hace parada en esta.